# Namloser Wetterspitze

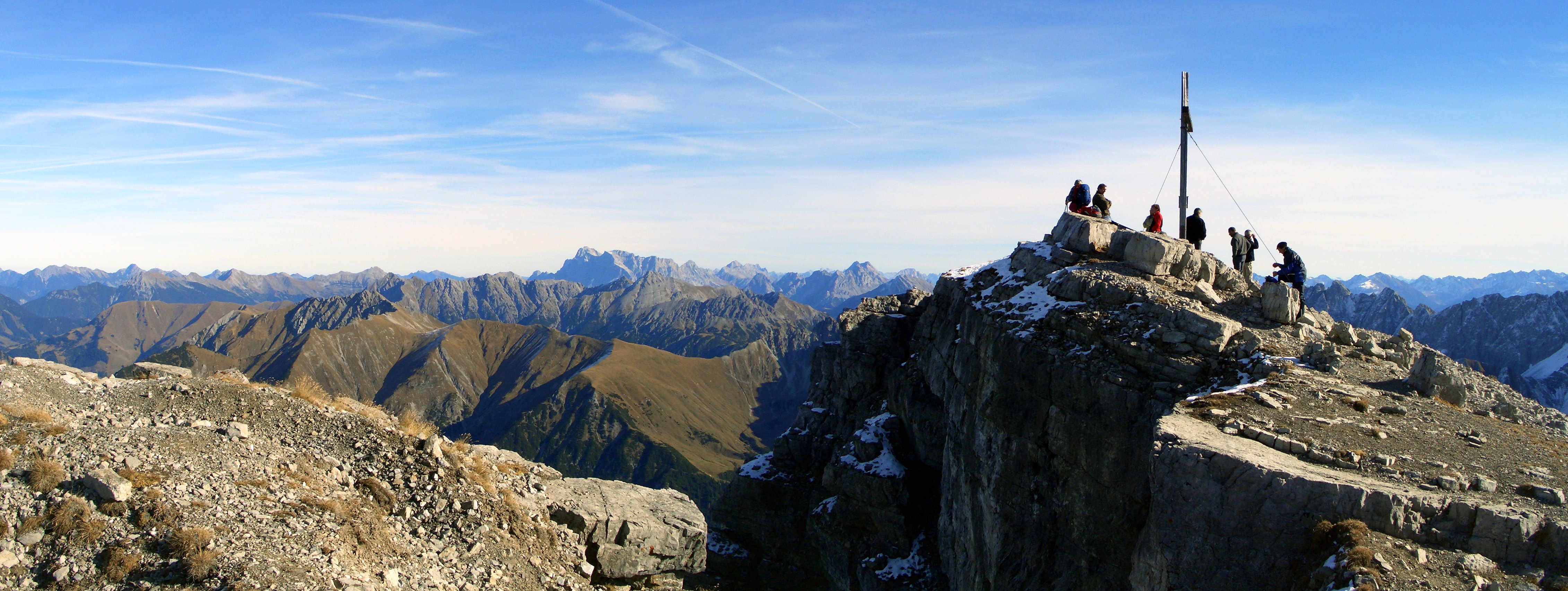
Gipfel der Namloser Wetterspitze, links im Hintergrund die Zugspitze

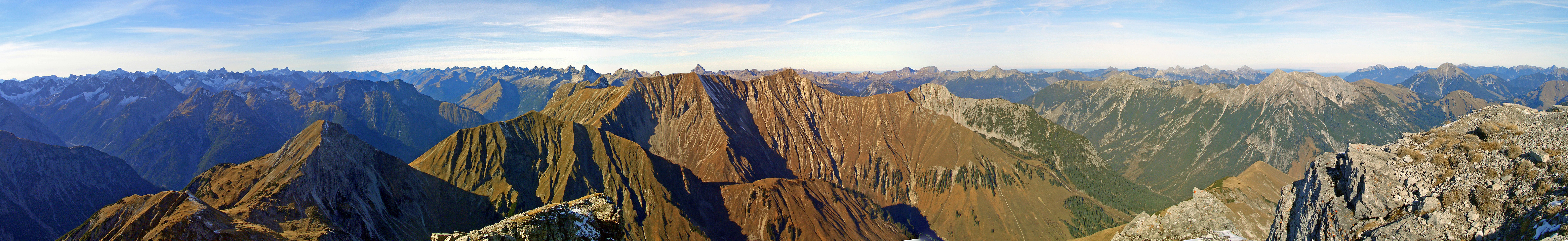
Panorama von der Namloser Wetterspitze, ca. 200°, Blickrichtung Süd-West-Nord. links und im Vordergrund Lechtaler Alpen, in der Mitte hinten die Allgäuer Alpen und ganz rechts hinten die Ammergauer Alpen

Die Namloser Wetterspitze ist ein 2553 m ü. A. hoher Berg in den Lechtaler Alpen im österreichischen Bundesland Tirol.

## Geschichte
Aufgrund der leichten Erreichbarkeit wurde der Gipfel vor Beginn des touristischen Alpinismus durch Einheimische bestiegen. Die erste dokumentierte Besteigung geht zurück auf das Jahr 1876.

## Lage
Innerhalb der Lechtaler Alpen liegt die Namloser Wetterspitze in der Untergruppe der Namloser Berge und Heiterwand. Der relativ exponierte Berg ist nach Südosten durch das Imster Gruebigjöchl von dem Gebirgsmassiv der Heiterwand getrennt. Etwa 800 m nördlich des Gipfels, in einem Hochkar eingebettet, befindet sich der Treiensee.
Die nahe gelegenen Talorte am Fuße des Berges sind Namlos im Norden, Fallerschein im Nordwesten und Bschlabs im Westen des Berges.

## Wege zum Gipfel
Ein wichtiger, hochgelegener Stützpunkt zur Besteigung der Namloser Wetterspitze ist die Anhalter Hütte, welche etwa drei Kilometer südöstlich des Gipfels steht. Im Gegensatz zur steilen, felsigen Nordseite ist der Gipfel über die Südflanke für Geübte leicht zu erreichen. Der Normalweg führt ab Namlos oder ab der Anhalter Hütte über den Gruebigkopf und den Südgrat zum Gipfel.